# Allen Ginsberg
Irwin Allen Ginsberg (n. 3 iunie 1926, Paterson, New Jersey – d. 5 aprilie 1997) a fost un poet american postbelic, aparținând așa numitei generații beat. Este cunoscut pentru celebrul poem postmodern Howl.
Și-a manifestat deschis dezaprobarea față de Războiul din Vietnam.

## Biografie
Allen Ginsberg a fost fiul unui profesor și poet, Louis Ginsberg, iar mama, Naomi Livergant Ginsberg, a fost o femeie cu convingeri comuniste, care s-a îmbolnăvit psihic și a murit destul de tânără.
După terminarea studiilor de drept la Universitatea Columbia a avut diferite slujbe, de exemplu critic literar la revista Newsweek.
Publicarea în 1956 a cărții „Howl and Other Poems” l-a identificat imediat ca adept al generației beat, lucrările sale ulterioare fiind și ele împotriva materialismului american și pentru găsirea unei noi forme de exprimare. Mare iubitor de călătorii, Ginsburg a trăit să vadă sfârșitul generației beat, în ultimii ani stilul său literar putând fi descris ca antiautoritar.
În ultimii ani de viață a fost budist, după ce s-a împrietenit cu maestrul de meditație de budism tibetan Chögyam Trungpa.
Ginsberg nu și-a ascuns niciodată homosexualitatea, trăind timp de 40 de ani cu partenerul său, poetul Peter Orlovsky.
Potrivit dorinței sale, după moarte, trupul i-a fost incinerat, iar cenușa a fost îngropată în mai multe locuri semnificative pentru viața și creația sa: un centru budist din New York, centrul budist Shambala din Colorado, Muntele Măslinilor din Ierusalim și în parcela familiei din cimitirul evreiesc Bney Israel-Gomel Chesed la limita dintre Elizabeth și Newark New Jersey.

## Opera
A fost influențat de William Blake și Walt Whitman.
Poeziile sale au trăsături individualiste și anarhice, violent protestatare față de civilizația tehnică, exprimând oroarea tragică față de excesele societății de consum.

### Scrieri
- Howl ("Urletul"), 1956
- Kaddish and Other Poems ("Kaddish și alte poeme"), 1958-1960; San Francisco (City Lights Books) 1961
- Reality Sandwiches ("Sandvișuri cu realitate"), 1963
- Jukebox All'Idrogeno ("Tonomat cu hidrogen"), 1965
- Planet News 1961-1967; San Francisco (City Lights Books) 1968
- Empty Mirror; New York (Cornith Books) 1970
- The Fall of America, 1972
- Improvised Poetics; San Francisco (Anonym Press) 1972
- Mind Breaths. Poems 1972-1977; San Francisco (City Lights Books) 1977
- As Ever. The collected correspondence of Allen Ginsberg and Neal Cassady; Berkley, California (Creative Arts Book) 1977
- Composed on the Tongue; Bolinal, California (Grey Fox Press) 1980
- Collected Poems 1947-1997; New York (HarperCollins Publishers) 2006.